# Cristina Molinuevo
Cristina Molinuevo García (Vitoria, 28 de mayo de 1996) es una jugadora vitoriana de baloncesto, que juega en Araski AES, categoría autonómica.

## Trayectoria
Formada en las categorías inferiores de Araski AES y Gasteizko Abaroa SKE como jugadora desde el año 2009, Molinuevo ha pasado por todas las categorías inferiores de la Selección Española. Ha jugado en Araski AES durante las tres primeras temporadas que el club jugó en Liga Femenina 2. Las temporadas 2014-2015 y 2015-2016, fue la jugadora de Liga Femenina 2 con mayor % de acierto en tiros de 2 (61 de 96 un 63’54%).
El 4 de agosto de 2016, el club Gaztedi de rugby, ganador por votación popular del honor de dar inicio a las fiestas de La Blanca de Vitoria con el lanzamiento del txupinazo, invitó a Araski AES, finalista en la votación, a compartir reconocimiento. Cristina fue la elegida por parte de Araski AES para lanzar el chupín anunciador. Un reconocimiento ciudadano a la labor de promoción del deporte femenino y a los triunfos logrados por Araski AES.
En la temporada 2016-2017, tras superar dudas iniciales de aparcar el deporte para centrarse en sus estudios, decidió compaginar el baloncesto en Liga Femenina con sus estudios de tercero de medicina. Debutó en Liga Femenina el 28 de septiembre de 2016 ante CREF ¡Hola!. En la temporada 2020-2021 finalizó Medicina, e hizo el MIR, siendo una jugadora importante para el equipo desde la línea de 6,75 metros.
Para la temporada 2021/22 ha decidido bajar a jugar a Categoría Autonómica, ya que está trabajando en el H.U.A. de Vitoria.

## Clubes
- 2009-2010 en diversos equipos del Club Gasteizko Abaroa.[1]
- 2011-2013 en diversos equipos del Club Araski AES.[1]
- 2014-2016 Araski AES (LF-2).[1]
- 2016-2017 Araski AES Liga Femenina y Liga Femenina 2.[1][7]
- 2017-2021 Araski AES Liga Femenina.[13]
- 2021-2022 Araski AES Primera División Autonómica.[12]

## Selección nacional

### Categorías inferiores
Convocada por la selección española Sub-14 para disputar el torneo BAM en Eslovenia en 2010. En 2011, jugó el Torneo de la Amistad en Cerdeña (Italia) convocada con la selección Sub´15.  En 2012, con la selección española ganó el oro en el Campeonato de Europa Sub’16 de Hungría. En 2015 fue seleccionada como una de las invitadas del Mundial U19F de Chekhov (Rusia).

### Participaciones internacionales
| Título                                           | Sede      | Resultado  | Año  |
| ------------------------------------------------ | --------- | ---------- | ---- |
| Torneo BAM                                       | Eslovenia |            | 2010 |
| Torneo de la Amistad                             | Cerdeña   | Campeona   | 2011 |
| Campeonato Europeo Sub-16 femenino de baloncesto | Hungría   | Campeona   | 2012 |
| Mundial de Baloncesto Femenino Sub-19            | Rusia     | 4.º puesto | 2015 |

## Palmarés

### Campeonatos nacionales
| Título                    | Club       | País   | Año  |
| ------------------------- | ---------- | ------ | ---- |
| Campeonas Liga Femenina 2 | Araski AES | España | 2016 |

### Copas internacionales
| Título                        | Club                                       | País    | Año  |
| ----------------------------- | ------------------------------------------ | ------- | ---- |
| Oro Campeonato Europeo Sub-16 | Selección femenina de baloncesto de España | Hungría | 2012 |